# مورييل بيكير
مورييل بيكير (بالبرتغالية: Muriel) (14 فبراير 1987 بنوفو هامبورغو في البرازيل - ) هو لاعب كرة قدم برازيلي في مركز حراسة المرمى. شارك مع منتخب البرازيل تحت 20 سنة لكرة القدم. أما مع النوادي، فقد لعب مع جمعية بورتوغيزا الرياضية ونادي إنترناسيونال ونادي كاشياس دو سول.

## وصلات خارجية
- مورييل بيكير على موقع قاعدة بيانات كرة القدم.إي يو (الإنجليزية)
- مورييل بيكير على موقع Soccerway.com (الإنجليزية)
- مورييل بيكير على موقع عالم كرة القدم.نت (الإنجليزية)
- مورييل بيكير على موقع AS.com (الإسبانية)